# Вижницький національний природний парк
Націона́льний приро́дний парк «Ви́жницький» — природоохоронна територія в Україні, національний природний парк. Розташований у межах Вижницького району Чернівецької області, на південь і південний схід від міста Вижниці. Адміністрація парку розташована в смт Берегомет.

## Історія
Національний природний парк «Вижницький» створено відповідно до Указу Президента України від 30 серпня 1995 року № 810. За час виконання натурних лісовпорядних робіт 2008–2009 року, згідно з Указом Президента України «Про розширення території національного природного парку «Вижницький» від 4 вересня № 818/07, територія парку збільшилась на 3309,6 га, в тому числі 1243,5 га земель, що вилучаються в установленому порядку і передаються в постійне користування НПП «Вижницький» та 2066,1 га земель, що включаються до його складу без вилучення у землекористувачів. Отже, тепер загальна площа НППВ становить 11238,0 га, з яких 8246,2 га земель парку надано в постійне користування.
За функціональним зонуванням території заповідна зона становила 2153,2 га, зона регульованої рекреації — 5222,1 га, зона стаціонарної рекреації — 49,2 га, господарська зона — 3811,1 га. У парку працюють 87 осіб, з них у науковому підрозділі — 6, у службі охорони — 29 осіб.
З 2 січня 2022 року, згідно Указу Президента України, межі території національного природного парку «Вижницький» були суттєво змінені.
Парк створено для збереження, відтворення та раціонального використання природних ландшафтів Буковинських Карпат з унікальними історико-культурними комплексами.

Будівля музею та адмінкорпусу

## Природні умови
За площею це один з найменших національних природних парків Українських Карпат, проте з його появою було сформовано досить струнку мережу заповідних територій, що репрезентують усі висотно-поясні структури гірської країни. На відміну від інших національних парків регіону, де переважають середньо- та частково високогірні ландшафти й рослинність, НПП «Вижницький» уособлює низькогірну частину Карпат з досить м'яким кліматом і переважанням в лісах теплолюбних порід — бука та ялиці.
Територія національного парку розташована на межі Українських Карпат (області Зовнішніх Карпат) та Передкарпаття. В районі низькогірного рельєфу Покутсько-Буковинських Карпат гірські хребти невисокі, мають згладжені вершинні гребені, й лише хребет Смидоватий у південній частині парку можна віднести до скибового середньогір'я з висотами 1000 м і більше над р. м. В цілому рельєф території національного парку відрізняється м'якістю обрисів, що зумовлено малою стійкістю флішових відкладів, які його складають, до денудації. Гострі форми рельєфу і крутосхили понад 45 — 50° трапляються лише в західній частині р. Черемош, у місцях виходу пісковиків, а також в ерозійних врізах русел рік. Подекуди є зсуви та осипи невеликих розмірів.
Ландшафтне різноманіття парку визначається належністю до басейнів річок Черемош та Сірет. Східна, сіретська частина має більш згладжені контури гірських пасом, широкі долини його приток Сухого та Стебника, меншу кількість геологічних відшарувань. Західна, черемоська частина парку в басейні річок Великої та Малої Виженки розчленована значно глибше й інтенсивніше. Тому тут поширені стрімкі схили з відслоненнями геологічних порід, мальовничі скелі, численні водоспади, ущелини-ворота.
Клімат на території національного природного парку помірно континентальний, з достатнім та надлишковим зволоженням, не спекотним літом, м'якою зимою, теплою осінню. Спостерігаються значні мікрокліматичні відмінності між двома частинами парку, сіретською та черемоською (загалом у черемоській частині помітно тепліше), а всередині цих районів — між схилами південної та північної експозицій. Звичайною є ситуація, коли взимку на північних схилах утримується стійкий потужний сніговий покрив, тимчасом як на південних його практично немає.
Ґрунтовий покрив парку доволі строкатий, що визначається як геоморфологічними, так і кліматичними відмінностями його території. Тут поширені бурі гірсько-лісові, дерново-буроземні, буроземно-підзолисті, подекуди дерново-підзолисті поверхнево-оглеєні ґрунти.

## Флора

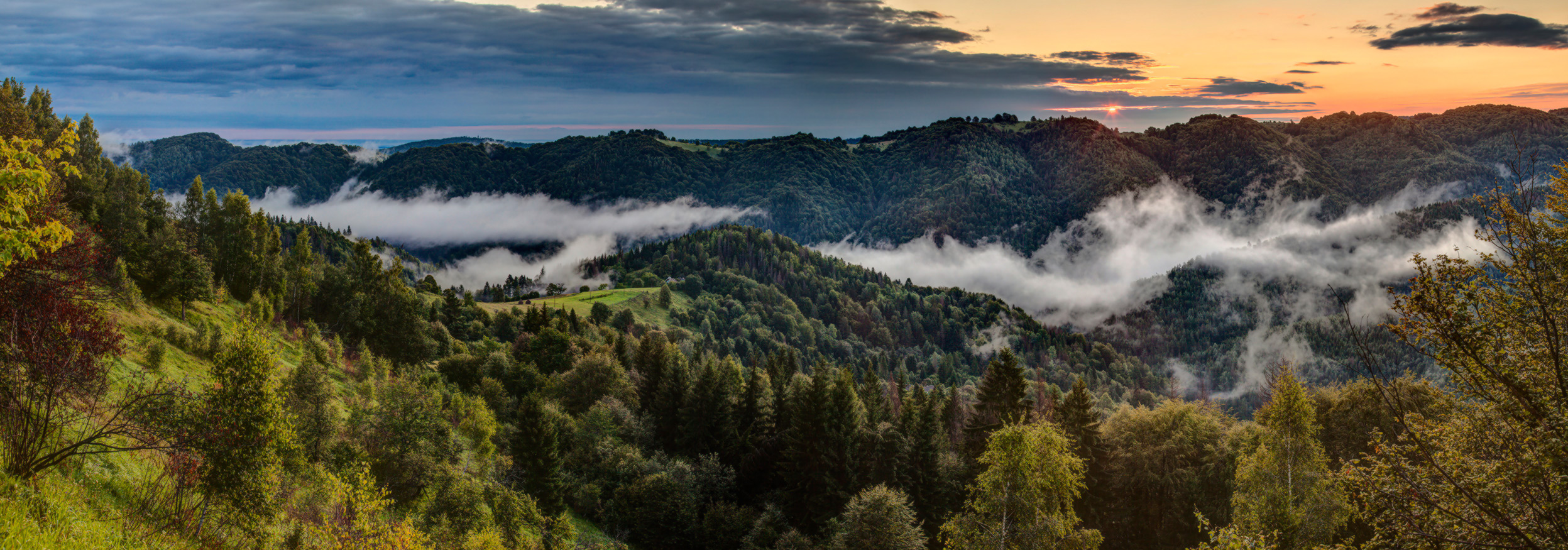

Розмаїття рослинного покриву та флори національного парку зумовлене його розміщенням на межі двох геоботанічних районів: Шешорсько-Красноїльського з гірськими ялиново-ялицево-буковими й ялиново-буково-ялицевими лісами та Болехівсько-Берегометського з передгірними ялицево-буковими лісами. Через територію парку проходить межа двох флористичних районів: Чивчинсько-Гринявського та Прикарпатського. Таке розташування парку надає його флорі рис оригінальності та специфічності.
Основним багатством парку є ліси, що займають понад 95% його території. До території парку увійшли ландшафтні заказники загальнодержавного значення «Стебник» та «Лужки», заповідні урочища «Стаєчний» та «Яворів» з ділянками корінних високопродуктивних букових та буково-ялицевих насаджень. Найбільші площі у парку зайняті під ялицево-буковими лісами, рідше трапляються чисто букові ліси. Загалом на букові та ялицеві ліси припадає 60% лісовкритої площі парку. Незважаючи на достатню обжитість цих місць, тут ще трапляються окремі ділянки пралісів, де дерева бука та ялиці сягають висоти 40 м та 70—90 см у діаметрі. Післялісові луки (полонини) займають порівняно невеликі площі на схилах та гребенях пасом.
Всього на території національного парку виявлено 960 видів судинних рослин (з них 40 видів занесено до Червоної книги України. Мохоподібних зареєстровано 236 видів. Серед рідкісних, зникаючих та малопоширених видів букових та ялицево-букових лісів слід відзначити значну групу Зозулинцевих, занесених до Червоної книги України. Найбільшу цінність становить надбородник безлистий — одна з найрідкісніших орхідей флори України. Нині в Карпатах відомі лише два місця, де росте ця рідкісна орхідея, і обидва розташовані на території парку «Вижницький».
У лісах національного парку зростає також чимало реліктових видів, зокрема папороті з роду багаторядників. «Вижницький» парк — це єдине місце в Українських Карпатах, де ростуть усі три види цього роду: папороть шипувата, папороть списоподібна та папороть Брауна. Крім цих видів, тут трапляються й інші релікти: плющ звичайний, місячниця гірська, кадило карпатське тощо. Великим фітоценотичним різноманіттям та видовим багатством відзначаються післялісові луки на хребті Баньків. Тут є понад 10 видів, занесених до Червоної книги України: любка дволиста, билинець довгорогий, траунштейнера куляста, плодоріжка салепова, пізньоцвіт осінній тощо. В іншому урочищі парку — урочищі Бука, виявлено 13 «червонокнижних» видів, серед яких на особливу увагу заслуговують гронянка півмісяцева, коручка болотна та плодоріжка блощична. Також особливо цінним є лучне урочище Волотів, де зростають 10 червонокнижних видів. Серед них такі цінні лікарські рослини, як арніка гірська та беладонна звичайна.

## Фауна
Більшість наземних хребетних тварин парку є типовими представниками широколистяних та мішаних лісів Європи (лелека білий, підорлик малий, вовчок сірий, соня лісова та горішникова, кіт лісовий). Незначною є частка видів середземноморського походження (саламандра плямиста, квакша звичайна, полоз ескулапів тощо), мало також типових гірських (кумка гірська, щеврик гірський, плиска гірська тощо) та бореальних (глушець, орябок, сич волохатий, сова довгохвоста, рись, ведмідь бурий) видів.
Загалом фауна хребетних національного парку представлена 1 видом круглоротих, 20 видами риб, 12 — земноводних, 7 — плазунів, 141 вид;— птахів, 52 видами ссавців. З них 62 види занесено до Червоної книги України, а 11 видів — до Європейського Червоного списку.

### Території природно-заповідного фонду у складі НПП «Вижницький»
Нерідко, оголошенню національного парку або заповідника передує створення одного або кількох об'єктів природно-заповідного фонду місцевого значення. В результаті, великий НПП фактично поглинає раніше створені ПЗФ. Проте їхній статус зазвичай зберігають.
До складу території національного природного парку «Вижницький» входять такі об'єкти ПЗФ України: 
- Геологічна пам'ятка природи місцевого значення «Лекеченські скелі».

## Культурно-історичне значення
Національний природний парк «Вижницький» розташований у межах своєрідного й привабливого історико-етнографічного краю — Буковини, надзвичайно багатого на історико-культурні пам'ятки. В межах парку найбільше їх зосереджено в м. Вижниця. Це місто вперше згадується в молдавському літописі 1501 року, воно славилося своїми давніми ярмарковими традиціями. Із Вижницею пов'язані імена видатних діячів української культури: Юрія Федьковича, Лесі Українки, Івана Франка, Марка Вовчка, Ольги Кобилянської, Михайла Коцюбинського та інших.
Серед численних культурно-історичних та архітектурних пам'яток національного парку виділяються Дмитрієвська та Миколаївська церкви, костел, колишня синагога — одна з хасидських святинь в Україні, будинок Вижницького училища прикладного мистецтва (колишня школа різьбярства) у м. Вижниця, Миколаївська та Михайлівська церква, Юр'ївська церква та дзвіниця в смт Берегомет, Миколаївська та Іванівська церкви з дзвіницями у с. Виженка.

## Рекреаційне значення
Територія, де розмістився національний парк, здавна і традиційно була центром буковинського туризму. Через нього проходили популярні туристичні маршрути. Нині тут відновлені стежки маршрутів активного пішохідного туризму, прокладаються екологічні пізнавальні стежки, започатковується зелений туризм, діє еколого-просвітницький центр у смт. Берегомет та музей природи у с. Зеленів. До послуг відпочивальників і туристів — турбаза «Черемош», притулок «Німчич», невеликі пансіонати. Для відвідувачів парку пропонуються одно- та дводенні екологічні маршрути. Серед них особливою популярними є маршрути «Кам'яне кільце парку», «По пасму Волотів», «Бозна».
Територія національного парку та суміжні з нею місцевості багаті на мінеральні води. Традиція їх використання сягає углиб тисячоліть. Ще давні слов'яни виварювали і продавали харчову сіль з ропи джерел «Черешенька» та «Вижницька мінеральна», мінералізація яких становить 350–400 г/л. Водою з унікального джерела «Лужки» (таких всього три в Європі) лікували захворювання органів травлення та гемофілію. У цій воді є понад 20 терапевтично активних іонів різних мікроелементів. Останніми роками виявлено ще два джерела лікувально-столових вод типу «Нафтуся», промислове освоєння яких уже розпочалося.
Рекреаційні ресурси території парку оцінюються за 100-бальною шкалою у 83 бали.